# Mady Saks
Mady Saks, née le 28 novembre 1941 à Amsterdam et morte le 29 août 2006 dans la même ville, est une réalisatrice et scénariste néerlandaise.

## Filmographie

### Cinéma
- 1982 : Ademloos[2]
- 1987 : Iris[3]
- 1990 : De gulle minnaar (nl)[4]

### Documentaire
- 1975 : Verkrachting
- 1981 : Iraq, vrouwen in beeld
- 2000 : De Jonge Wilden
- 2000 : Vrouwen aller landen